# パタラ

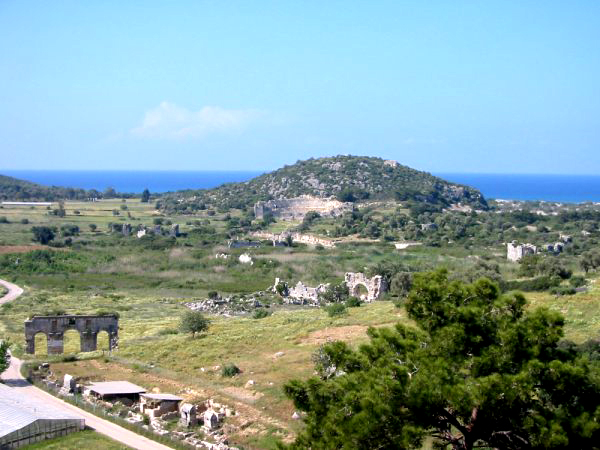
地中海に面したパタラの遺跡。左下に市門が、丘のそばに古代ギリシャ劇場が見える

パタラ（Patara, リュキア語: Pttara）は、小アジアのリュキア地方南西部の地中海沿いにあった古代の港湾・商業都市。アルシノエ（Arsinoe, Ἀρσινόη）と改名した時期もある。その遺跡は現在、トルコのアンタルヤ県のゲレミシュ（Gelemiş）という小さな町の近くにある。リュキア連邦の首都であった。キリスト教の聖人で、パタラの近くのミュラの主教を長年務めたミラのニコラオス（聖ニコラオス）の生まれた町でもある。

## 歴史
天然の良港を抱えるパタラは、アポローンの息子パタルスが建てた町という言い伝えがある。北のクサントスを流れるクサントス川の河口からは60スタディア南東にあった。パタラは古代にはアポローン神殿とアポローンの神託で知られる町であり、ここのアポローンはしばしばパタレウスという姓をつけて呼ばれていた。ヘロドトスは、アポローンの神託は年のある時期のみに女神官によってもたらされると書き、セルヴィウスによればその時期とは冬を含む6か月間であったという。おそらくパタラはドーリア人がクレタ島経由で植民した地であり、アポローン信仰もドーリア人のものであった。パタラはリュキアの主要都市のひとつであり、リュキアの重要な港湾都市で、後のリュキア連邦でも最大の3票を投じる権利を持つ指導的地位にある都市であった。

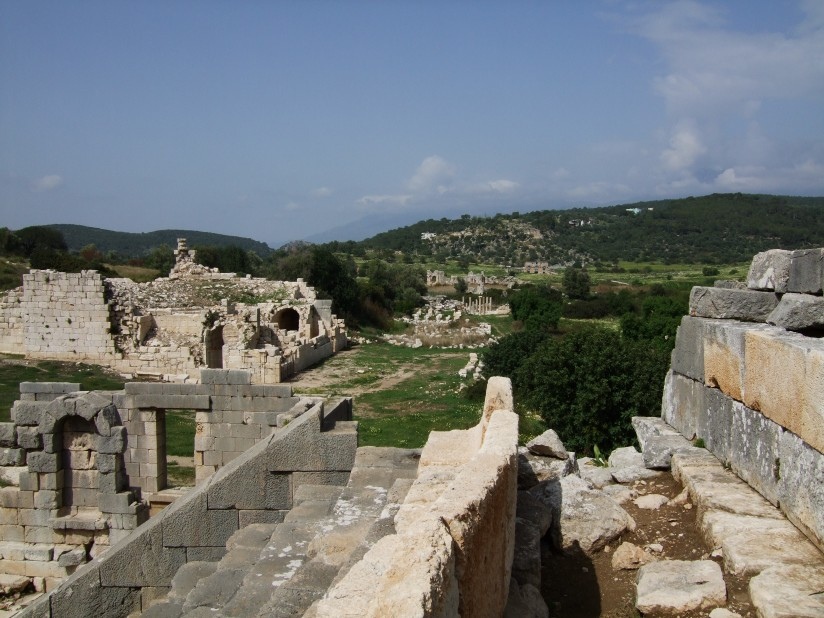
アンフィテアトルム（円形劇場）の上からパタラの遺跡を見る

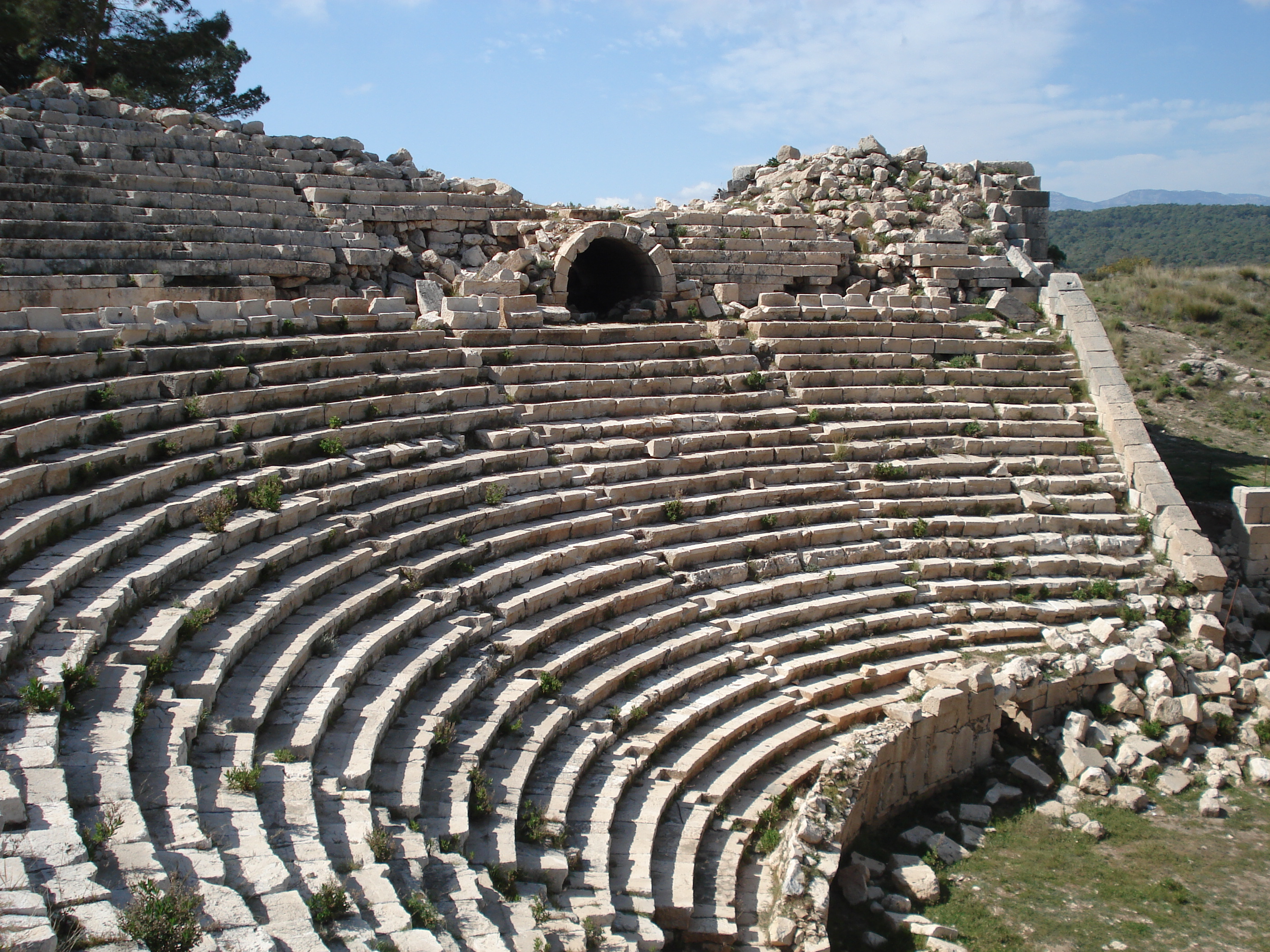
アンフィテアトルム（円形劇場）

パタラは、リュキアの他の都市同様、アレクサンドロス大王の軍に対して紀元前333年に降伏した。ディアドコイ戦争では、アンティゴノス1世やデメトリオス1世により占領され、最終的にはリュキアはエジプトのプトレマイオス朝に属した。ストラボンによれば、プトレマイオス2世はパタラを拡張し、姉であり妻でもあるアルシノエ2世にちなんでアルシノエという名を与えた。しかし一般には古来のパタラの名で呼ばれ続けた。
紀元前196年にはセレウコス朝のアンティオコス3世大王がリュキアに領土を拡張しパタラを征服した。その後共和政ローマとセレウコス朝の平和条約で、ローマの同盟国ロドス島によりリュキアは支配されたが、紀元前167年にパタラはリュキアの他都市同様独立を認められリュキア連邦が成立した。紀元前88年には第一次ミトリダテス戦争で、黒海沿岸のポントス王国のミトリダテス6世が小アジア全域に進出しパタラも包囲占領された。ブルータスとカッシウスがマルクス・アントニウスやオクタウィアヌスら第二回三頭政治軍と戦った際には、パタラはブルータスやカッシウスの軍により占領された。この時、近隣のクサントスは破壊されたが、パタラは難を逃れた。その後も続いていたリュキア連邦は、43年に正式にローマ帝国へと併合され、パンフィリアと合併してリュキア属州となった。
パタラは新約聖書（使徒行伝 21:1-3）では、各地を宣教中のパウロ一行がロドス島からやってきてフェニキア（ピニケ）行きの船へ乗り換えた場所として出てくる。パタラは比較的早くキリスト教化され、主な主教にパタラのメトディオス（パタラではなく同じリュキアのオリンポスの主教だったとの説もある）などがおり、4世紀から9世紀までの公会議にもパタラからの主教が出席している。ミラのニコラオス（聖ニコラオス）は300年ごろにパタラで生まれたとされる。
パタラは東ローマ帝国の時代にも交易や巡礼の経由地としてそれなりの重要性が残っていた。東ローマとテュルクとの抗争が本格化するとパタラは見捨てられ廃墟となった。ローマ・カトリック教会は今でもパタラに名義司教 (titular see) を置いている。

## 遺跡

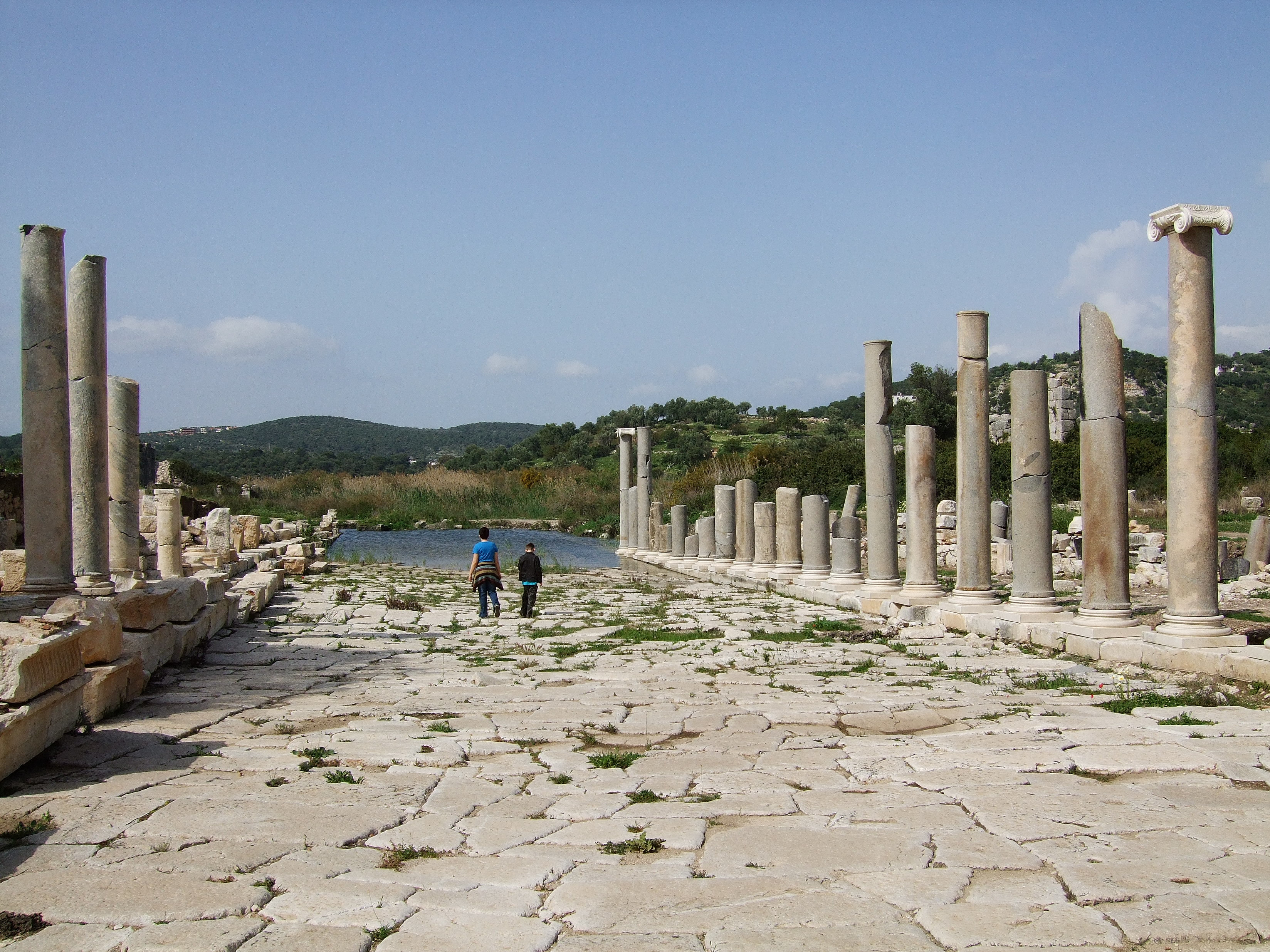
部分的に修復されたパタラのメインストリート

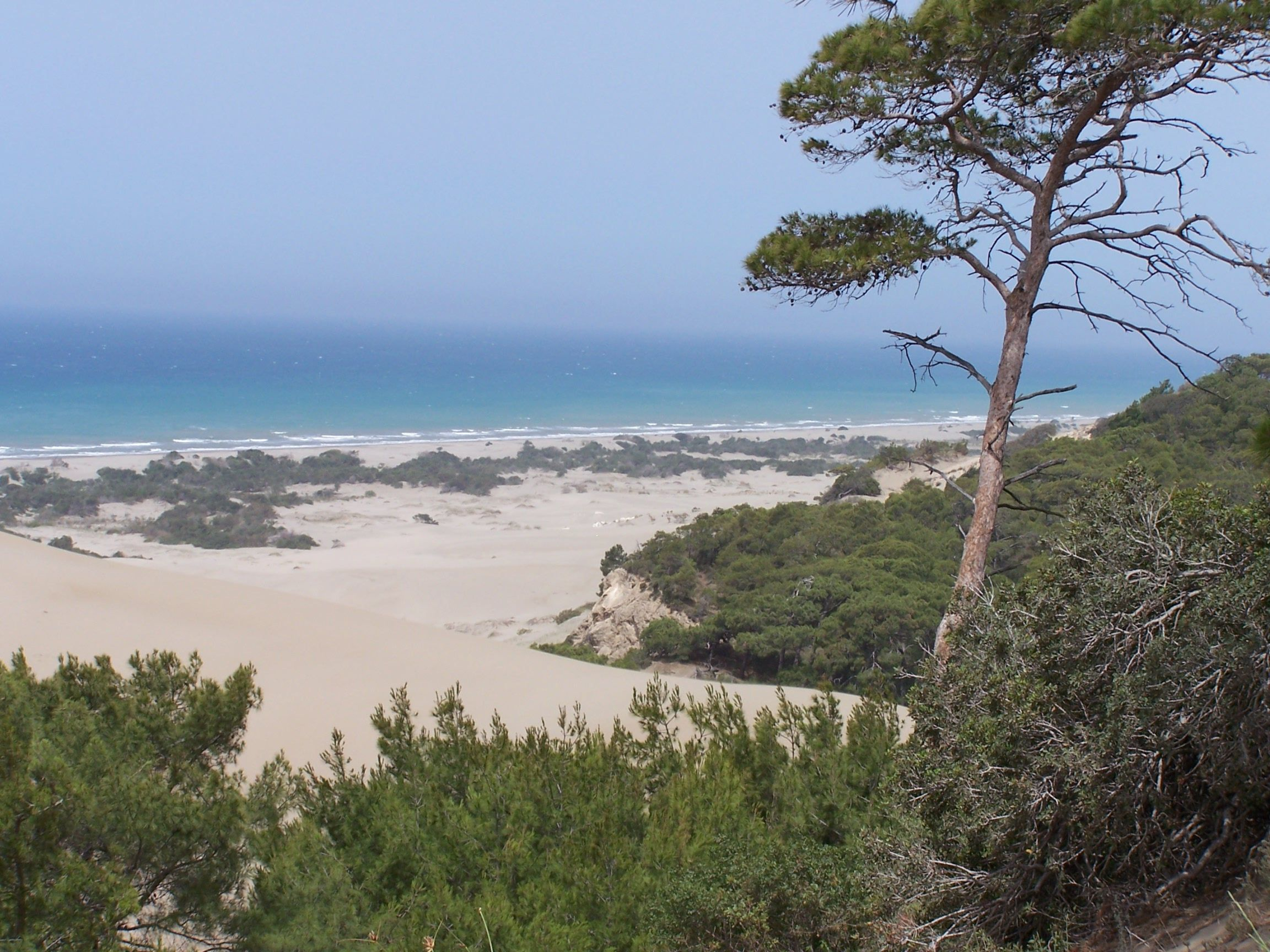
パタラの砂丘と地中海

町の遺跡の多くに今でもパタラの名が書かれているのを見ることができる。パタラはクサントス川の河口の東にある海岸に面し、小さな丘の北側にある劇場、同じ丘の斜面にある神殿、おそらく神託を得るために神官が中にいたとみられる深い円形の穴などが発掘されている。市壁はかなりの範囲を囲んでおり、その跡をたどるのは容易である。同じく市壁を守る塔や、港を見張る城塞の場所も容易にわかる。市壁の外にはサルコファガス（石棺）が多数あり、その多くには碑文が刻まれているが、全て中は空になっている。市壁内部は神殿や祭壇や台座や彫刻などの廃墟や破片が多く見つかっている。かつての港の位置は今でもはっきりわかるが、今は砂が堆積し植物が繁茂する湿地となっている。アンフィテアトルム（劇場）はローマの第15代皇帝アントニヌス・ピウスの代に建てられたもので、直径は265フィート、座席は30段ある。ローマ浴場の廃墟もあり、碑文によれば皇帝ウェスパシアヌスの代に建てられたものである。
遺跡は毎年夏の2か月間、トルコの考古学チームが発掘を続けている。2007年末には劇場跡ほかいくつかの廃墟から土砂が取り除かれ、倒れていた大通りの列柱も立て直されるなど、部分的に修復された。発掘結果から石造りの部分は良い状態で残っていることがわかる。
遺跡の近くには長さ18キロメートルの長い砂浜があり、国内外の観光客が訪れている。エーゲ海から地中海に至るトルコ南西の海岸は「トルコのリビエラ」（ターコイズコースト）と呼ばれる観光地帯となっており、海岸だけでなくパタラなどの遺跡もその目的地の一部である。